# Вільгельм Редіс
Вільгельм Редіс (нім. Wilhelm Redieß; 10 жовтня 1900, Гайнсберг — 8 травня 1945, замок Скаугум, Осло, Норвегія) — німецький державний і військовий діяч. Обергрупенфюрер СС та генерал поліції (9 листопада 1941), генерал військ СС (1 липня 1944).

## Життєпис
Народився в сім'ї судового виконавця. Після закінчення школи влаштувався на роботу електриком. У червні 1918 пішов до війська, де служив в піхоті в чині рядового до листопада 1918. Потім продовжив працювати електриком.
25 травня 1925 року вступив у СА. 15 грудня 1925 року вступив у НСДАП (квиток № 25 574). З 1 січня 1927 до 30 квітня 1929 року — командир 88-го штурму СА. У 1929 році вивчав сільське господарство. 22 червня 1930 року вступив у СС (квиток № 2 839). З листопада 1930 року — командир 54-го штурму 11 штандарта у Дюссельдорфі. З 8 березня 1931 року — командир 20-го штандарту СС. Із 4 липня 1932 по 12 червня 1932 командир 12 абшніта СС. Із 12 червня 1932 по 15 березня 1934 року — командир 11-го абшніта СС. Із 1932 депутат прусського ландтагу. У листопаді 1933 року обраний депутатом Рейхстагу від Східного Дюссельдорфа. Також із липня 1933 по березень 1934 року — поліцайпрезидент Вісбадена. З 20 березня 1934 по 1 січня 1935 року — командир 16-го абшніта СС.
З 1 січня 1936 по 15 лютого 1936 року — командир оберабшніта СС «Південний Схід», з 15 лютого 1936 по 18 червня 1940 року - «Північний Схід». Під час введення найвищих посад керівників СС і поліції 28 червня 1938 отримав цю посаду в області Південний Схід (зі штаб-квартирою у Кенігсберзі), що охоплювала територію Східної Пруссії. Брав участь в окупації Польщі. 
З 19 червня 1940 найвищий керівник СС і поліції Норвегії, одночасно керівник оберабшніта СС «Північний Схід». Один із найближчих соратників Йозефа Тербофена. Під контролем Редіса формувався добровольчий норвезький легіон військ СС. 
Після висадки союзницьких військ у Норвегію у 1945, покінчив життя самогубством, підірвавши себе і Йозефа Тербофена гранатою.

## Нагороди
- Почесний партійний знак «Нюрнберг 1929»
- Почесний хрест ветерана війни
- Почесний кут старих бійців
- Спортивний знак СА у золоті
- Німецька імперська відзнака за фізичну підготовку в сріблі (13 серпня 1937)
- Кільце «Мертва голова» (1939)
- Почесна шпага рейхсфюрера СС
- Золотий партійний знак НСДАП
- Почесний знак гау Східна Пруссія (18 червня 1938)
- Медаль «У пам'ять 13 березня 1938 року»
- Медаль «У пам'ять 1 жовтня 1938»
- Медаль «У пам'ять 22 березня 1939 року» (21 листопада 1939)
- Почесний знак гау Данциг (1939)
- Данцизький хрест 1-го класу
- Хрест Воєнних заслуг
  - 2-го класу з мечами (1942)
  - 1-го класу з мечами (30 січня 1942)
- Залізний хрест 2-го класу (11 листопада 1943)
- Медаль «За вислугу років в НСДАП» у бронзі та сріблі (15 років)
- Медаль «За вислугу років у СС» 4-го, 3-го і 2-го ступеня (12 років)
- Медаль «За вислугу років у поліції» 3-го і 2-го ступеня (18 років)

- EK II: 11.11.1943
- Nürnberger Parteitagsabzeichen 1929
- Ehrendegen des RF-SS
- Totenkopfring der SS
- SA-Sportabzeichen in Gold
- Deutsches Reichssportabzeichen in Silber: 13.08.1937
- Goldenes Ehrenzeichen der NSDAP
- Gauehrenzeichen des Gaues Ostpreussen der NSDAP: 18.06.1938
- Gauehrenzeichen des Gaues Danzig der NSDAP: 00.00.1939
- Medaille zur Erinnerung an die Heimkehr des Memellandes: 21.11.1939
- Medaille zur Erinnerung an den 13.03.1938
- Medaille zur Erinnerung an den 01.10.1938
- Dienstauszeichnung der NSDAP in Bronze
- Kriegsverdienstkreuz I. Klasse mit Schwertern: 30.01.1942
- Kriegsverdienstkreuz II. Klasse mit Schwertern: 00.00.1942
- SS-Dienstauszeichnung
- Dienstauszeichnung der NSDAP in Silber